# Стефан III (папа)
У джерелах до 1960-х років цього папу іноді називають Стефан IV, у той час як Стефана II іноді називають Стефан III. 
Див. Стефан II (обраний папа) для детальніших пояснень.
Стефан III (IV) (лат. Stephanus; ? — 24 січня 772, Рим, Папська держава) — дев'яносто четвертий папа Римський (7 серпня 768—24 січня 772), народився на Сицилії.
На виборах переміг свого суперника Костянтина (антипапу). Його правління відзначалось більшим зближенням до лангобардів ніж до франків.